# Rapid (Italië)
Rapid is een historisch merk van motorfietsen.
Rapid was een Italiaans merk dat al in 1953 het 48cc-tweetaktmodel RA voorstelde, maar de serieproductie begon pas in 1954. Aan het einde van dat jaar verscheen ook de RA2 met een tweeversnellingsbak.
Hoelang deze productie duurde is niet bekend.